# Battipaglia
Battipaglia (prononcée [ˌbattiˈpaʎʎa]) est une ville italienne d'environ 49 470 habitants (2022), située dans la province de Salerne en Campanie, dans l'Italie méridionale.
Elle est la troisième ville de la province en nombre d'habitants. La ville est renommée pour la production de la Mozzarella di Bufala Campana et également pour ses cultures agricoles, faisant de ce territoire l'un des plus productifs de la plaine de Sele.

## Histoire
La zone porte son nom actuel depuis 1080, quand Robert Guiscard s’est vu confirmer par l’église catholique de Salerno la possession des terres situées entre les fleuves Sele et Tusciano.
La première hypothèse définit le mot « Battipaglia » est formé de l’union des termes batti (battre) et paglia (la paille), décrivant l’ancienne activité paysanne.
Cependant, une autre hypothèse existe. L'origine viendrait du mot « Baptipalla », qui indiquerait un lieu dédié à Voltumna, une divinité étrusque chthonienne.
Ferdinand II (roi des Deux-Siciles) crée officiellement Battipaglia comme une colonie agricole en 1858. Les autorités bourbon choisirent cette région pour l'implanter et y reloger les familles rescapées du tremblement de terre de 1857 à Basilicata.
Le décret royal du 28 mars 1929  lui attribue le statut de municipalité indépendante  (pendant le cabinet de Mussolini), comprenant des morceaux des territoires historiques des communes d’Eboli et Montecorvino Rovella.
En 1943, lors de la Seconde Guerre mondiale, un bombardement important sur Battipaglia par l’aviation américaine causa la mort de 117 civils. De plus, une large partie de la ville fut détruite. En conséquence du conflit, de nombreux travailleurs de l'arrière-pays aidèrent à la reconstruction.
Battipaglia connut une forte croissance démographique entre 1951 et 1960, la transformant en une zone industrielle dynamique.
En 1953, Battipaglia fait parler d’elle dans les médias nationaux et internationaux à la suite de l'enlèvement de son maire (socialiste), Lorenzo Rago. Il ne fut jamais retrouvé en dépit des nombreuses pistes étudiées par la police.
En 1969, la fermeture annoncée de deux importantes usines dans l’industrie du tabac et du sucre fit naître un mouvement social. Il s’estompa quelques jours après l’annonce du gouvernement italien de garder les usines actives.
Les quelques jours d’actions sociales se déroulèrent dans un contexte très large de contestation sociale des étudiants et des ouvriers en Italie, et dans d’autres pays occidentaux. Elles résultèrent en 2 victimes.
Depuis la fin du XXe siècle et le début du XXIe, le secteur agricole, par sa renommée nationale, croît. Le secteur industriel a lui aussi profité, plusieurs compagnies ont installé des usines dans la ville.

## Administration
| Période                                  | Période | Identité | Étiquette | Qualité |
| ---------------------------------------- | ------- | -------- | --------- | ------- |
|                                          |         |          |           |         |
| Les données manquantes sont à compléter. |         |          |           |         |

### Hameaux
Belvedere

### Communes limitrophes
Bellizzi, Eboli, Montecorvino Rovella, Olevano sul Tusciano, Pontecagnano Faiano, Paestum.

## Personnalités
- Anna Bilotti (1982-), femme politique italienne, est née à Battipaglia.